# Microgaster planiabdominalis
Microgaster planiabdominalis är en stekelart som beskrevs av You 2002. Microgaster planiabdominalis ingår i släktet Microgaster och familjen bracksteklar. Inga underarter finns listade i Catalogue of Life.